# 矽巷

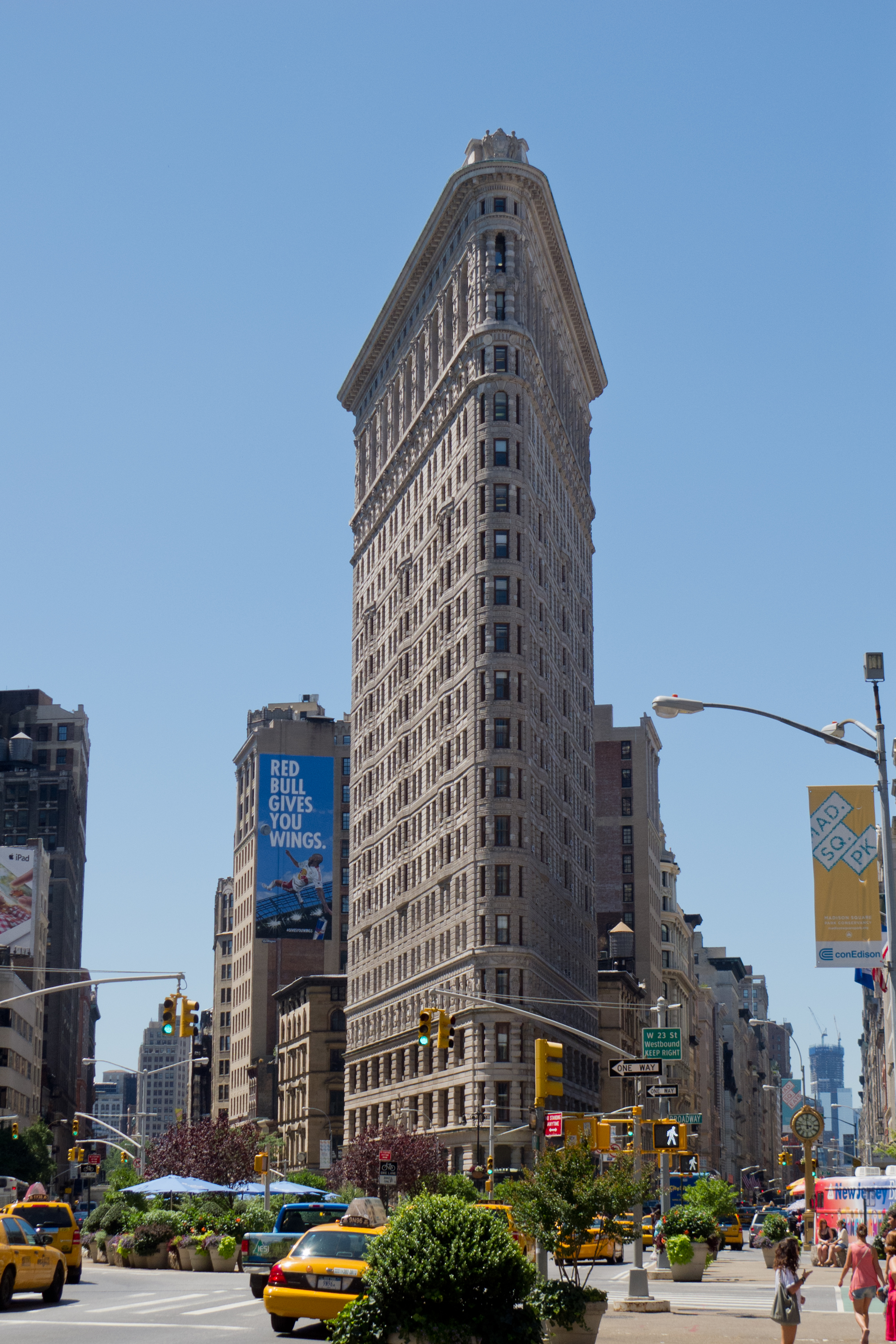

矽巷（Silicon Alley）是指紐約市的一個高科技企業聚集的地區，位於熨斗區。2003年之後，隨著高科技產業擴展至曼哈頓以外的地區，這一名詞已經顯得略有過時。